# Dichagyris himalayensis
Dichagyris himalayensis là một loài bướm đêm trong họ Noctuidae.